# ヤクプ・クラスニチ
ヤクプ・クラスニチ（アルバニア語: Jakup Krasniqi、セルビア・クロアチア語: Jakup Krasnići / Јакуп Краснићи、1951年1月1日 - :）は、コソボの政治家であり、2007年よりコソボ議会議長をつとめ、2010年9月から2011年2月までと2011年4月4日から7日までの2度コソボの大統領代行に就任した。

## 出自
クラスニチはユーゴスラビア社会主義連邦共和国・セルビア社会主義共和国・コソボ・メトヒヤ自治州（現・コソボ）のグロゴヴツ市 / グロゴヴァツ市で、アルバニア人の両親のもとに生まれた。ネグロフツ / ネグロヴァツにて初等教育を終え、1971年にプリシュティナで中等教育を終えた。その後プリシュティナ大学の言語学部に入り、1976年に卒業している。

## 政治家としての来歴
1990年代のコソボ紛争の当時、コソボ解放軍（UÇK）のスポークスマンを務めた。2010年9月28日、コソボ大統領ファトミル・セイディウの辞任に伴い、大統領代行となった。
2011年3月31日、憲法裁判所が、ベフジェット・パッツォーリの大統領就任を違憲判決を下したことにより辞任せざるを得なくなり、クラスニチは再度大統領代行に就任する破目になった。しかし、彼は4月2日まで政務につくとは想定していなかったので、4月4日に就任式は行われなかった。
4月7日に漸く、アティフェテ・ヤヒヤガがコソボ共和国大統領に選出されることになり、大統領代行生活に終止符を打つこととなった。

## 私生活
結婚し、3人の娘と1人の息子がいる。

## 書籍
- "Kthesa e Madhe - Ushtria Çlirimtare e Kosovës"; Publishing House "Buzuku", 304 p., Prishtina/Kosovo 2006. ISBN 978-9951-08-059-0
- “Kosova in a historical context” Publisher by “Europrinty” 128 p. Prishtina/Kosovo 2007. ISBN 978-9951-05-109-5
- "Kthesa e Madhe - Ushtria Çlirimtare e Kosovës"; Completed the second edition. Publishing House "Buzuku", 320 p., Prishtina/Kosovo 2007. ISBN 978-9951-08-059-0
- "Një luftë ndryshe për Kosovën"; Publishing House "Buzuku", 224 faqe, Prishtina/Kosovo 2007; ISBN 978-9951-08-092-7
- "Kosova në kontekst historik"; Completed the second edition. Publishing House "Buzuku", 208 p., Prishtina/Kosovo 2010; ISBN 978-9951-08-115-3
- "Pavarësia si kompromis"; Publishing House "Buzuku", 208 p., Prishtina/Kosovo 2010; ISBN 978-9951-08-116-0